# Sphaeriestes impressus
Sphaeriestes impressus is een keversoort uit de familie platsnuitkevers (Salpingidae). De wetenschappelijke naam van de soort werd in 1857 gepubliceerd door Thomas Vernon Wollaston.